# Buckhorn (Kentucky)
Buckhorn es una ciudad ubicada en el condado de Perry en el estado estadounidense de Kentucky. En el Censo de 2010 tenía una población de 162 habitantes y una densidad poblacional de 125,1 personas por km².

## Geografía
Buckhorn se encuentra ubicada en las coordenadas 37°20′45″N 83°28′16″O / 37.34583, -83.47111. Según la Oficina del Censo de los Estados Unidos, Buckhorn tiene una superficie total de 1.29 km², de la cual 1.29 km² corresponden a tierra firme y (0%) 0 km² es agua.

## Demografía
Según el censo de 2010, había 162 personas residiendo en Buckhorn. La densidad de población era de 125,1 hab./km². De los 162 habitantes, Buckhorn estaba compuesto por el 100% blancos, el 94.44% eran afroamericanos, el 2.47% eran amerindios, el 1.23% eran asiáticos, el 0% eran isleños del Pacífico, el 1.85% eran de otras razas y el 0% pertenecían a dos o más razas. Del total de la población el 2.47% eran hispanos o latinos de cualquier raza.